# 童恩正
童恩正（1935年—1997年），笔名谭笑客
，中国考古学者、科幻作家。湖南宁乡人。先后在峨眉电影制片厂、四川大学任职，后成为美国匹茨堡大学教授。曾任四川省政协常务委员、中国科学文艺委员会主任委员等职。
1957年，童恩正发表第一篇作品。1960年开始科幻小说及科普文学创作。其作品《珊瑚岛上的死光》是中国科幻小说的代表作之一。
1989年，童恩正和一百多名学者联名上书，支持民主运动。六四事件发生后，童恩正逃离中国，经日本前往美国，先后在多所大学做访问教授，1995年来到康涅狄格州卫斯理大学艺术系任教。1997年去世后，家人将其收藏悉数捐献给卫斯理大学Mansfield Freeman Center。

## 作品
- 珊瑚岛上的死光
- 在时间的铅幕后面
- 雪山魔笛
- 遥远的爱
- 古峡迷雾
- 追踪恐龙的人
- 西游新记
- 石笋行
- 失去的记忆
- 五万年以前的客人
- 世界上第一个机器人之死